# Serra da Estrela
La Serra da Estrela o Serra d'Estrela és una serralada de muntanyes on hi ha les majors altituds del Portugal i té la segona muntanya més alta de Portugal (només la supera la Montanha do Pico, a les Açores) Forma la part més occidental d'una serralada més extensa anomenada Sistema Central de Portugal. La serra da Estrela és una zona integrada en el Parc Natural da Serra da Estrela, establert l'any 1976 i que és la zona protegida més extensa de Portugal.

## Municipis on es troba
La Serra da Estrela està situada principalment al Districte da Guarda amb un 85% de la superfície (74.529,3ha), havent també una petita superfície al Districte de Castelo Branco amb un 15% (13.762,4ha) Fa uns 100km de llargada i 30km en el seu punt més ample. Està constituïda per granits.

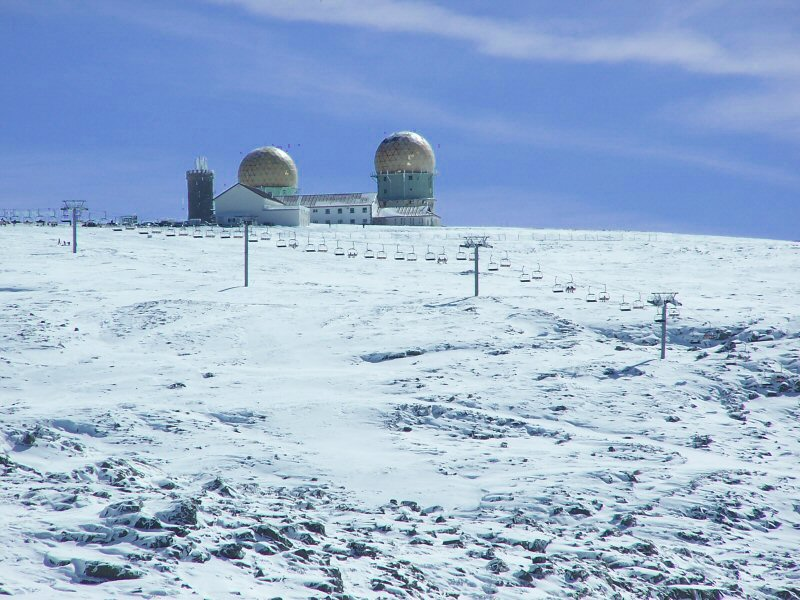
Cim de la Serra da Estrela

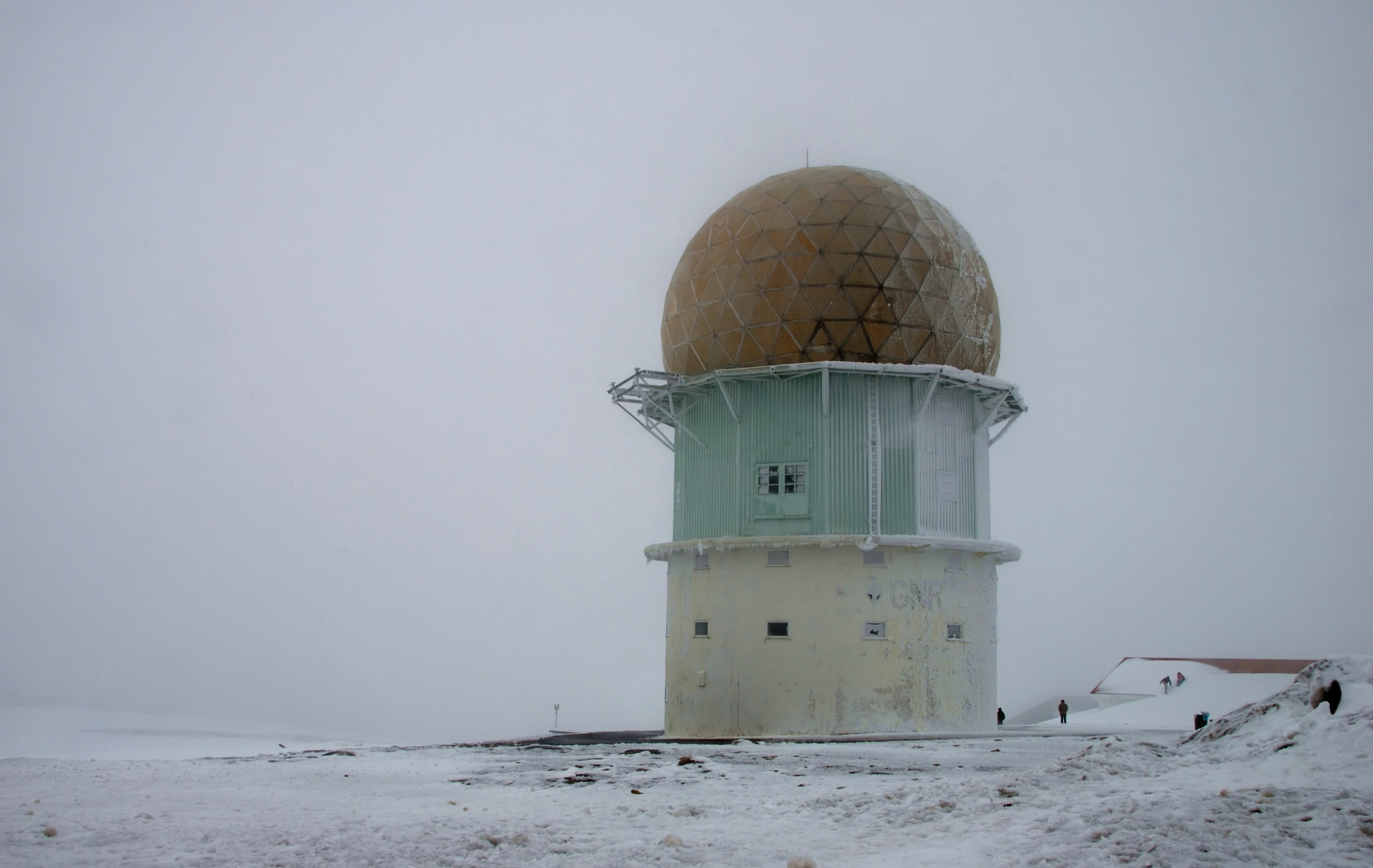
Dom de l'antic observatori prop del cim més alt

S'hi troben sis municipis: Covilhã, Manteigas, Gouveia, Seia, Celorico da Beira i Guarda.

## Altitud màxima
La Serra da Estrela arriba a la seva cota màxima amb els 1993m d'altitud junt a l'altiplà anomenat Torre, que fa de límit entre els municipis de Covilhã, Manteigas i Seia. La seva prominència és de 1.204m. El pic Almanzor, a Espanya, hi està relacionat.
Per tal d'arribar a l'altitud de 2000m va ser construïda al cim una torre de 7m.

## Rius
Hi neixen tres rius: el Mondego, el qual és el riu més gran dins totalment del territori portuguès; i el Zêzere, que és afluent del Tajo; el Alva que és afluent del Mondego també neix a aquesta serralada.

## Història
Es creu que els antics romans van anomenar aquesta zona de major altitud come Monts Herminis (Herminius Mons) o "Monts d'Hermes" (déu grecollati dels pastors altrament dit Mercuri). Es creu que aquesta regió era el bressol del guerrer lusità Viriat – essent d'això les dues localitats candidates principals Loriga i Folgosinho. A la novel·la Moby-Dick se cita una llegenda sobre aquesta serralada.

## Activitats

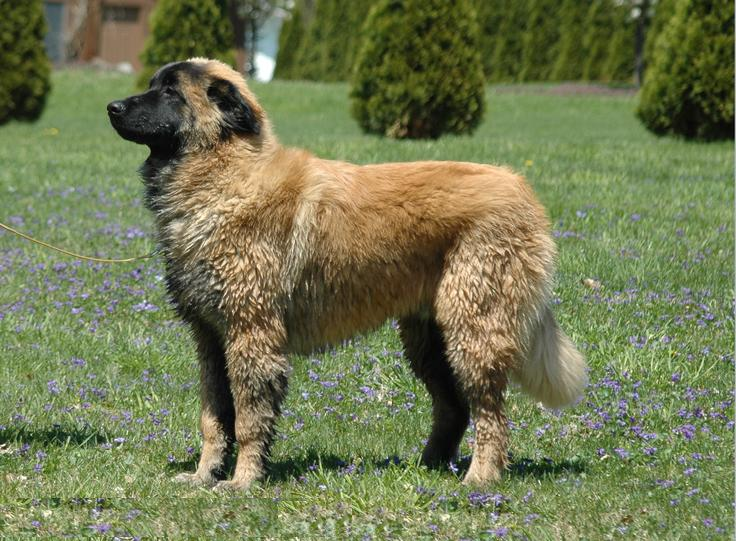
Cadell de Cão da Serra da Estrela de 6 mesos d'edat.

A les zones més altes hi ha l'única estació d'esquí de Portugal (Estância de Esqui Vodafone), dins la freguesia de Loriga. Hi acostuma a haver les temperatures mínimes més fredes de Portugal i ocasionalment s'arriba als -20 °C.
El formatge de la Serra da Estrela, és considerat com el rei dels formatges portuguesos, i es fa en aquesta regió, amb llet d'ovella i quallat amb herba-col.
També compta amb una raça de gossos de guàrdia, el cão da Serra da Estrela que és del tipus de gos de Sant Bernat.
La zona està en procés de despoblament, malgrat l'increment del turisme..

## Altimetria de les seus dels ajuntaments da Serra (ordenada per l'altitud mitjana)
| Rànquing | Ciutat            | altitud mínima | altitud màxima | altitud mitjana | Districte |
| -------- | ----------------- | -------------- | -------------- | --------------- | --------- |
| 1r       | Guarda            | 860 m          | 1056 m         | 960 m           | Guarda    |
| 2n       | Manteigas         | 680 m          | 900 m          | 790 m           | Guarda    |
| 3r       | Gouveia           | 650 m          | 750 m          | 700 m           | Guarda    |
| 4t       | Covilhã           | 400 m          | 814 m          | 600 m           | C. Branco |
| 5è       | Seia              | 400 m          | 650 m          | 525 m           | Guarda    |
| 6è       | Celorico da Beira | 450 m          | 500 m          | 475 m           | Guarda    |